# Grupo Nayjama
Grupo Nayjama es un grupo peruano de música andina contemporánea creado en el año 2007, muchas de sus canciones son dedicados para la Festividad Virgen de la Candelaria en Puno.

## Historia
La historia del grupo comenzó en el año 2002 después del reencuentro de las partes pertenecientes al grupo; la inclinación de sus integrantes por la música andina, tan llena de vida y sentimiento, hizo que conformaran la agrupación musical “Antarqui”, que pasó posteriormente a ser “Proyecto ATK”. Sin mayores frutos pero con mucho entusiasmo, conformaron la agrupación “Folklórica” (2007), que tuvo muy poco tiempo de vigencia; finalmente decidieron establecerse como “Nayjama”, en el año 2010. Nayjama, cuyo significado es “como yo” es uno de los baluartes puneños de la música andina contemporánea del Perú.
En la actualidad el grupo es considerado como la revelación de Puno, ha llevado sus composiciones a otras regiones como Tacna, Moquegua, Arequipa, Lima y Bolivia. El éxito de la agrupación se debe a la variedad de composiciones a pedido de los conjuntos de trajes de luces que participan en la Festividad de la Candelaria, conjuntos emblemáticos como Diablada Bellavista, Rey Moreno Laykakota, Caporales San Carlos forman parte del repertorio musical del grupo Nayjama.
En el recuento tienen 6 producciones musicales.

## Discografía
- 2011 - Puno Milenario[8]
- 2012 - Capital del Folklore[9]
- 2013 - A Ritmo y Candela[10]
- 2014 - Bailando con Amor[11]
- 2015 - Por Ti Mi Vida
- 2016 - Entre fiesta y fervor

| Discografía de Nayjama |                       | |
|                        |                       | |
| Año                    | Disco                 | Canciones |
| 2011                   | Puno Milenario        | 01 - Puno Milenario (Sicumoreno) 02 - Bellavista en mi Corazón (Diablada Bellavista) 03 - Virgencita Mía y tuya (Rey Moreno Laykakota) 04 - Dime (Tinkus) 05 - Saxrada Infernal (Diablada Azoguini) 06 - Blanco y Rojo (Caporales San Carlos) 07 - Puno Fe y Tradición (Morenada) 08 - Danza de Fuego (Diablada Bellavista) 09 - Por Toda La Vida (Morenada Yunguyo) 10 - Mi Matraca (Cacharpari Rey Moreno Laykakota) |
| 2012                   | Capital del Folklore  | 01 - Capital del Folklore (Diablada Bellavista) 02 - Machos y Sayitas (Caporales Centralistas) 03 - Amor Inconsciente (Morenada Huajsapata) 04 - Pedidos al Corazón (Kullahuada) 05 - Himno San Carlos (Caporales San Carlos) 06 - Solo Quiero tu Amor (Diablada Bellavista) 07 - Rumbo al Carnaval (Caporales Vientos del Sur Juliaca) 08 - Te Amare (Morenada Huajsapata) 09 - Hacia los 50 Años (Caporales San Juan) 10 - Por Devoción (Diablada Bellavista) |
| 2013                   | A Ritmo y Candela     | 01 - Llename de Tu Amor (Caporales AFOVIC) 02 - Embajador del Folklore (Morenada Brisas del Titicaca Lima) 03 - Nostalgia de febrero (Caporales San Carlos) 04 - Laykas por Siempre (Morenada Laykakota) 05 - Coqueto Caporal (Caporales Centralistas) 06 - Orgullo de mi nación (Diablada Bellavista) 07 - Lazos de Sangre (Caporales Huascar) 08 - No te Niegues al Amor (Morenada Central Desaguadero) 09 - Centralistas con Pasión (Caporales Centralistas) 10 - Nuestra Amistad (Morenada Yunguyo) 11 - San Juan de Corazón (Lima) (Caporales San Juan) 12 - Rumbo al Carnaval (Caporales Vientos del Sur Juliaca) |
| 2014                   | Bailando Con Amor     | 01 - El Duelo Del Caporal (Caporales San Carlos) 02 - Nada Impedirá (Morenada Yunguyo) 03 - Traicionera (Diablada Bellavista) 04 - Vicio Fatal (Caporales huascar) 05 - La Fuerza del Caporal (Caporales Centralistas) 06 - Mi Ardiente Locura (Caporales Huascar) 07 - Para Que Es Esta Vida (Morenada Laykakota) 08 - Única y Sin Igual (Diablada Bellavista) 09 - Bailando (Caporales Centralistas) 10 - No Me Compares (Morenada Bellavista) 11 - Aquí Se Baila Por Devoción (Caporales Centralistas) 12 - Ardiente Caporal (Caporales Huascar)                                                                     |
| 2015                   | Por Ti Mi Vida        | 01 - Por Ti Mi Vida (Centro Cultural Andino) 02 - Con El Corazón (Caporales Huascar) 03 - Llorar por amor (Rey Moreno San Antonio) 04 - No Vuelvas Mas (Caporales Centralistas) 05 - Tu Embrujo (Morenada Yunguyo) 06 - Te Fuiste De Cara (Caporales AFOVIC) 07 - Nunca Dejes De Soñar (Morenada Laykakota) 08 - Mi Nostalgia (Cacharpari Morenada Laykakota) 09 - La Gente Linda Del Caporal (Caporales Centralistas) 10 - Lo Más Grande (Rey Moreno San Antonio) |
| 2016                   | Entre Fiesta y Fervor | 01 - Por Ti Candelaria (Caporales Centralistas) 02 - Soltero Dispuesto (Caporales San Juan) 03 - Esas Cositas (Morenada San Martín) 04 - Ampárame (Caporales San Valentín) 05 - Cholita Aymarita (Sicumoreno - Sicuri) 06 - De 0 a 3800 (Caporales Centralistas) 07 - No Se Improvisa El Amor (Kullahuada) 08 - Volver a Ti (Caporales AFOVIC) 09 - Deja De Llorar (Rey Moreno San Antonio) |